# El Camino
| 전문가 평가          | 전문가 평가 |
| 총 점수              | 총 점수     |
| 출처                 | 점수        |
| -------------------- | ----------- |
| AnyDecentMusic?      | 7.8/10      |
| 메타크리틱           | 84/100      |
| 평가 점수            |             |
| 출처                 | 점수        |
| AllMusic             | [ 3 ]       |
| The A.V. Club        | B           |
| The Daily Telegraph  | [ 5 ]       |
| Entertainment Weekly | A−          |
| The Guardian         | [ 7 ]       |
| Los Angeles Times    | [ 8 ]       |
| NME                  | 7/10        |
| Pitchfork            | 7.4/10      |
| Rolling Stone        | [ 11 ]      |
| Spin                 | 8/10        |

《El Camino》는 미국의 록 듀오 더 블랙 키스의 일곱 번째 스튜디오 음반이다. 이 음반은 데인저 마우스와 더 블랙 키스가 공동 프로듀싱하였으며, 2011년 12월 6일, 논서치 레코드를 통해 발매되었다. 전작인 《Brothers》 (2010년)로 상업적인 성공을 거둔 이후 발표된 후속작이며, 데인저 마우스와의 세 번째 협업 음반이기도 하다. 《El Camino》는 1950년대부터 1970년대까지의 로큰롤, 글램 록, 로커빌리, 서프 록, 솔 등의 대중 장르에서 영향을 받았다. 데인저 마우스는 수록된 11곡 모두에서 기타리스트 댄 아우어백과 드러머 패트릭 카니와 함께 공동 작곡가로 참여했다.
이 음반은 2011년 3월부터 5월까지 테네시주 내슈빌에 위치한 이지 아이 사운드 스튜디오에서 녹음되었으며, 이 스튜디오는 아우어백이 전년도에 설립한 곳이다. 이들은 이전 음반들과는 다른 방식으로 작업에 접근했는데, 사전 작곡 없이 스튜디오에 들어가 곡의 구조를 보다 신중하게 구상하는 과정을 거쳤다. 《Brothers》의 느린 곡들이 라이브에서 재현되기 어렵다는 점을 경험한 이후, 《El Camino》에서는 보다 빠르고 중독성 있는 곡들을 만드는 데 중점을 두었다. 음반의 커버에는 이들이 초기 투어 당시 사용했던 밴과 유사한 미니밴이 등장하지만, 제목은 머슬카 쉐보레 엘 카미노를 패러디한 일종의 농담으로 붙여졌다. 이 유머를 살리기 위해 가짜 신문 광고와 자동차 광고를 패러디한 프로모션 영상이 음반 발매 전 공개되기도 했다.
리드 싱글 〈Lonely Boy〉는 미국, 오스트레일리아, 캐나다를 포함한 여러 국가에서 더 블랙 키스의 최고 순위를 기록한 싱글이 되었다. 이 음반은 평론가들로부터 호평을 받았으며, 수많은 매체의 연말 결산 올해의 음반 목록에 선정되었다. 미국 빌보드 200 차트에서 2위로 데뷔했으며, 오스트레일리아, 캐나다, 벨기에, 뉴질랜드의 음반 차트에서도 상위 5위 안에 들었다. 《El Camino》는 미국, 오스트레일리아, 캐나다, 뉴질랜드에서 멀티 플래티넘 인증을 받았고, 영국, 프랑스, 아일랜드에서는 플래티넘 인증을 받았다. 더 블랙 키스는 이 음반을 지원하기 위해 처음으로 아레나 투어 형식의 단독 투어인 El Camino Tour를 진행하였다. 〈Gold on the Ceiling〉, 〈Little Black Submarines〉를 포함한 네 개의 추가 싱글이 발매되었으며, 이들은 록 라디오에서 성공을 거두었다. 《El Camino》는 제55회 그래미 어워드에서 최우수 록 음반상을 수상했으며, 〈Lonely Boy〉는 최우수 록 퍼포먼스상과 최우수 록 송상을 받았다.

## 배경
2001년부터 2009년까지 더 블랙 키스는 언더그라운드 씬에서 성공을 거두었으나, 비평가들의 찬사를 받은 여섯 번째 스튜디오 음반 《Brothers》의 발매 이후 상업적으로 돌파구를 마련하게 되었다. 싱글 〈Tighten Up〉은 라디오에서 서서히 인기를 얻은 끝에 미국 빌보드 얼터너티브 송 차트에서 10주 연속 1위를 차지했으며, 더 블랙 키스의 첫 빌보드 핫 100 진입곡이 되었다. 이 음반은 빌보드 200 차트에서 3위로 데뷔했고, 전 세계적으로 150만 장이 판매되었으며, 그중 87만 장은 미국 내 판매량이었다. 밴드는 또한 인기 있는 매체에 지속적으로 곡을 라이선스하면서 추가적인 노출을 얻었고, 해당 해 워너 브라더스 레코드에서 가장 많은 곡이 라이선스된 밴드가 되었다. 2011년 2월에 열린 제53회 그래미 어워드에서 더 블랙 키스는 《Brothers》로 최우수 얼터너티브 음악 앨범상을, 〈Tighten Up〉으로 최우수 록 퍼포먼스 (듀오 또는 그룹 보컬 부문)상을 수상했다.
밴드는 갑작스러운 성공에 압도당했으며, 추가적인 홍보 일정과 투어 날짜에 대한 수요에 직면하게 되었다. 2011년 1월, 더 블랙 키스는 탈진을 이유로 오스트레일리아, 뉴질랜드, 유럽에서 예정되어 있던 공연을 취소하며, 4월까지 대부분의 투어 일정을 비웠다. 드러머 패트릭 카니는 "우리는 언제 한계에 다다르는지 알 만큼 충분히 오래 투어를 해왔다"고 말했다. 《Brothers》 이후 곧바로 다음 음반을 녹음하고자 했던 의지도 이러한 결정에 영향을 미쳤다. 카니는 "1년 정도 더 기다리면서 《Brothers》 음반을 활용하고 계속 투어를 할 수도 있었지만, 우리는 밴드를 좋아하고, 우리가 자라면서 좋아했던 밴드들, 지금도 좋아하는 밴드들은 음악을 자주 발표하고, 매 음반마다 전작과는 다른 색깔을 보여주는 밴드들이다"라고 말했다.

## 곡 목록
모든 곡들은 댄 아우어백, 패트릭 카니 그리고 데인저 마우스에 의해 작사/작곡하였다.
| #   | 제목                        | 재생 시간 |
| --- | --------------------------- | --------- |
| 1.  | 〈Lonely Boy〉              | 3:13      |
| 2.  | 〈Dead and Gone〉           | 3:41      |
| 3.  | 〈Gold on the Ceiling〉     | 3:44      |
| 4.  | 〈Little Black Submarines〉 | 4:11      |
| 5.  | 〈Money Maker〉             | 2:57      |
| 6.  | 〈Run Right Back〉          | 3:17      |
| 7.  | 〈Sister〉                  | 3:25      |
| 8.  | 〈Hell of a Season〉        | 3:45      |
| 9.  | 〈Stop Stop〉               | 3:30      |
| 10. | 〈Nova Baby〉               | 3:27      |
| 11. | 〈Mind Eraser〉             | 3:15      |

## 인증
| 국가                                                                                         | 인증        | 판매량/출하량 |
| -------------------------------------------------------------------------------------------- | ----------- | ------------- |
| 오스트레일리아 (ARIA)                                                                        | 2× 플래티넘 | 140,000^      |
| 벨기에 (BEA)                                                                                 | 골드        | 15,000*       |
| 캐나다 (뮤직 캐나다)                                                                         | 4× 플래티넘 | 320,000       |
| 덴마크 (IFPI Danmark)                                                                        | 골드        | 10,000        |
| 프랑스 (SNEP)                                                                                | 플래티넘    | 100,000*      |
| 아일랜드 (IRMA)                                                                              | 플래티넘    | 15,000^       |
| 이탈리아 (FIMI)                                                                              | 골드        | 30,000*       |
| 네덜란드 (NVPI)                                                                              | 골드        | 25,000^       |
| 뉴질랜드 (RMNZ)                                                                              | 2× 플래티넘 | 30,000^       |
| 노르웨이 (IFPI 노르웨이)                                                                     | 골드        | 10,000*       |
| 스페인 (PROMUSICAE)                                                                          | 골드        | 20,000^       |
| 영국 (BPI)                                                                                   | 플래티넘    | 300,000^      |
| 미국 (RIAA)                                                                                  | 2× 플래티넘 | 2,000,000     |
| *판매량을 기반으로 한 인증 · ^출하량을 기반으로 한 인증 · 판매량+스트리밍을 기반으로 한 인증 |             |               |